# Draba ecuadoriana
Draba ecuadoriana är en korsblommig växtart som beskrevs av Al-shehbaz. Draba ecuadoriana ingår i släktet drabor, och familjen korsblommiga växter. IUCN kategoriserar arten globalt som akut hotad. Inga underarter finns listade i Catalogue of Life.